# Nicholas de Astley, 2. Baron Astley
Nicholas de Astley, 2. Baron Astley (* 1276 oder 1277; † 1325) war ein englischer Adliger.

## Leben
Er war der ältere Sohn von Andrew de Astley, 1. Baron Astley, und dessen Gattin Sybill. Er war 24 Jahre alt, als er beim Tod seines Vaters dessen Titel als Baron Astley, sowie dessen Ländereien, insbesondere die Güter Astley und Bentley in Warwickshire, erbte.
Mit Writs of Summons vom 4. Juli 1302, Juni 1309 und 26. Oktober 1309 wurde er jeweils zu einer Sitzung des Englischen Parlaments einberufen.
Er nahm im englischen Heer am Krieg gegen Schottland teil und geriet bei der Niederlage in der Schlacht von Bannockburn 1314 in schottische Gefangenschaft.
Als er 1325 starb, hinterließ er keine Kinder, weshalb sein Neffe Thomas († nach 1366), der Sohn seines jüngeren Bruders Giles († vor 1316), seinen Titel und seine Ländereien erbte.